# 奥利維爾·德斯查特
奥利維爾·德斯查特（法語：Olivier Deschacht；1981年2月16日—）是一位比利時足球運動員。在場上的位置是左後衛。他在1997年轉會到皇家安德列治體育會。2018年，他轉會到东佛兰德洛克伦体育俱乐部，這也是他在1995年至1997年期間效力過的俱樂部。現效力於比甲球隊華雷根祖爾特體育會。